# 8온음표

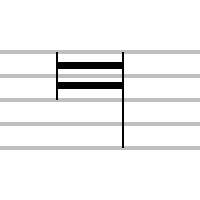
8온음표

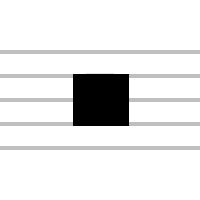
8온쉼표

8배온음표 또는 8온음표(maxima note)는 온음표의 8배에 해당하는 박자를 가지는 음표이다. 박자의 수는 32박자이다.

## 같이 보기
- 4온음표
- 겹온음표
- 온음표